# Łączyn
Łączyn is een plaats in het Poolse district  Jędrzejowski, woiwodschap Święty Krzyż. De plaats maakt deel uit van de gemeente Jędrzejów en telt 440 inwoners.